# Utilització de recursos in situ

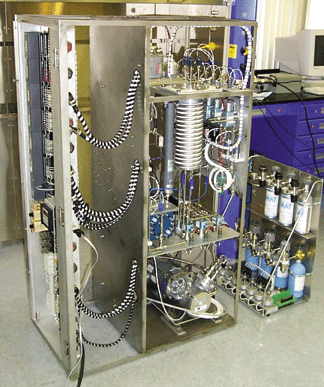
Una instal·lació de proves per a un Canviador d'Aigua Gas Revers ISRU (NASA KSC).

En l'exploració espacial, la utilització de recursos in situ (en anglès: In-Situ Resource Utilization, ISRU) descriu la proposició d'usar els recursos trobats o fabricats directament d'altres objectes astronòmics (la Lluna, Mart, els asteroides, etc.) per perseguir els objectius d'una missió a l'espai.
D'acord amb la NASA, "La utilització de recursos in-situ permetrà l'establiment assequible de l'exploració i operacions extraterrestres al minimitzar els materials que calen transportar des de la Terra."
La ISRU pot proporcionar materials per al sosteniment de la vida, propel·lents, materials de construcció i energia per a una càrrega científica o una tripulació desplegada a un planeta, lluna o asteroide.
Ara és molt comú per a una nau espacial que aprofita la llum solar trobada al lloc, i és probable que les missions a les superfícies planetàries també faran servir energia solar. Més enllà d'això, la ISRU encara no ha aconseguit cap aplicació pràctica, però és vista pels partidaris de l'exploració com una forma de reduir dràsticament la quantitat de càrrega que ha de ser llançada des de la Terra amb el propòsit d'explorar un cos planetari determinat.
S'han presentat propostes per a "minar" els gasos atmosfèrics per ser emprats per a la propulsió en coets, usant-los en el que es coneix com un acumulador de fluid de propulsió.

## Usos

### Producció de cel·les solars
Per molt de temps s'ha suggerit que les cel·les solars podrien ser fabricades emprant els materials presents a la superfície lunar. En la seva forma original, coneguda com el satèl·lit d'energia solar, la idea de la proposta era que fos una font alternativa d'energia per a la Terra. Les cel·les solars serien enviades a l'òrbita de la Terra i allí serien ensamblades, i l'energia generada seria transmesa a la Terra utilitzant feixos de microones. Tot i realitzar molta feina en el cost d'aquesta aventura, la incertesa rau en el cost i la complexitat dels procediments de fabricació sobre la superfície lunar. Una versió més modesta d'aquest somni és poder crear les cel·les solars per als requeriments d'energia de les futures bases lunars. Una proposta en particular és simplificar el procés utilitzant fluor portat des de la Terra en la forma de fluorur de potassi per separar la matèria primera a partir de les roques lunars.

### Propel·lent per a coets
S'ha proposat l'ús com a propel·lent de coet d'aigua congelada trobada principalment en els pols de la Lluna. Les probables dificultats inclouen el fet de treballar a temperatures extremadament baixes i simplement excavar el material. La major part dels plans intenten electrolitzar l'aigua i formar hidrogen i oxigen, liqüefaccionant-los i emmagatzemant criogènicament, que per aconseguires requereixen grans quantitats d'equips i d'energia. Alternativament és simplement possible escalfar l'aigua en un coet termal nuclear o solar, el que sembla aconseguir molta més massa enviada a una òrbita baixa terrestre (en anglès: Low Earth Orbit, LEO) malgrat un impuls específic molt més baix per a una mateixa quantitat d'equip.
El monopropel·lent peròxid d'hidrogen (H ₂ O ₂) pot ser fabricat utilitzant l'aigua trobada a Mart i de la Lluna.
També l'alumini així com altres metalls han estat proposats per ser usats com a propel·lents de coet i que poden ser extrets des de fonts lunars, estas propuestas incluyen hacer reaccionar el aluminio con agua.
Les naus espacials podrien usar el propel·lent en si mateix o proveir un dipòsit de propel·lent.

### Oxigen per respirar i aigua per beure
L'aigua gelada podria ser usada per reproveir els estanys d'aigua d'una nau espacial. L'aigua és necessària per a la higiene i per beure, però també és necessària per a protecció contra la radiació en l'espai profund, col·locant els espais habitables a l'interior d'un estany d'aigua amb parets dobles. La divisió de l'aigua permet la creació de propel·lent per a coets, i al mateix temps allibera oxigen que podria ser usada per reproveir l'atmosfera dels sistemes de reciclatge de cicle tancat.

### Metalls per a la construcció o per enviar a la Terra
L'explotació minera d'asteroides també podria involucrar l'extracció de metalls per ser utilitzades com a material de construcció en l'espai, el que seria més cost efectiu de portar aquests materials des del profund pou de gravetat de la Terra, o el de qualsevol altre gran cos com la Lluna o Mart. Els asteroides metàl·lics contenen enormes quantitats de metalls siderofílics, inclosos metalls preciosos.

## Localitzacions

### Mart
La investigació de la utilització de recursos in-situ per a Mart s'ha enfocat principalment a proporcionar propel·lent per a coets per al viatge de retorn a la Terra - ja sigui per a una missió tripulada o per a l'enviament de mostres - o per ser usat com a combustible a Mart. Moltes de les tècniques proposades utilitzen la ben caracteritzada atmosfera de Mart com alimentació. Atès que aquesta pot ser simulada fàcilment a la Terra, aquestes propostes són relativament fàcils d'implementar, encara que és per cap mitjà cert que la NASA o l'ESA afavoriran aquesta aproximació per sobre una missió directa més convencional.
Una proposta típica per a la utilització de recursos in-situ és l'ús d'una reacció de Sabatier, CO ₂ + 4H ₂ → CH ₄ + 2H ₂ O, amb el propòsit de produir metà a la superfície marciana, per a ser usat com a propel·lent. L'oxigen és alliberat des de l'aigua amb electròlisi, i l'hidrogen és reciclat de tornada a la reacció de Sabatier. La utilitat d'aquesta reacció és que només es necessita portar des de la Terra l'hidrogen, que és lleuger.
Una reacció similar proposada per a Mart és la reacció de canvi aigua gas inversa, CO ₂ + H ₂ → CO + H ₂ O. Aquesta reacció passa ràpidament en presència d'un  catalitzador de ferro-crom a 400 °Celsius, i ha estat implementat en un llit d'assajos instal·lada a la Terra per la NASA. De nou, l'oxigen és reciclat des de l'aigua per mitjà d'electròlisi i només es necessita una petita quantitat d'hidrogen portat des de la Terra. El resultat net d'aquesta reacció és la producció d'oxigen, que pot ser usat com el component oxidizador del combustible per a coets.
Una altra reacció proposta per a la producció d'oxigen és l'electròlisi de l'atmosfera, 2CO ₂ (energia) → 2CO + O ₂.
La missió Mars Surveyor 2001 Lander MIP (Mars ISPP Precursor) (en català: Precursor de Producció de Propel·lent In-Situ a Mart) era demostrar la fabricació d'oxigen utilitzant l'atmosfera de Mart, i provar les tecnologies de cel·les solars i els mètodes per mitigar l'efecte de la pols marciana en els sistemes d'energia.

### La Lluna

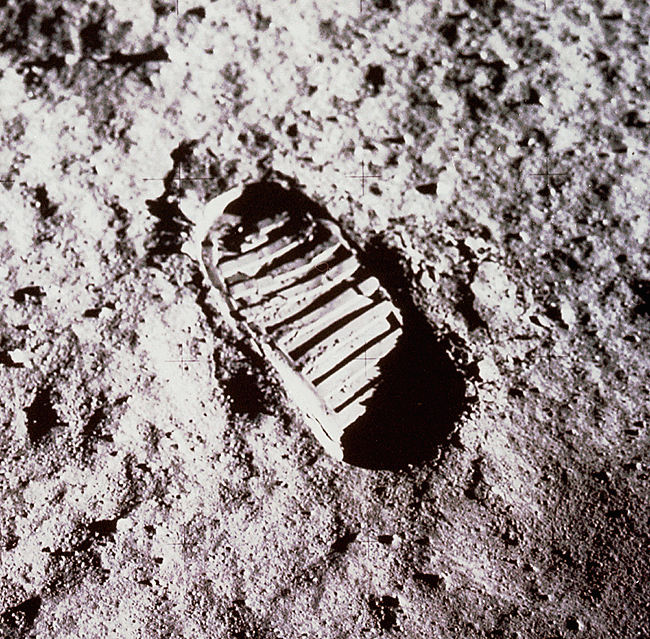
Petjada en regolit lunar

A la Lluna, el material de les terres altes lunars conegut com a anortita és similar al mineral terrestre bauxita, que és una mena d'alumini. Les foses poden produir alumini pur, calci metall, oxigen i vidre silicat a partir de l'anortita. L'anortita en brut també és bona per fabricar fibra de vidre i altres vidres i certs productes ceràmics.
Han estat proposats vint mètodes diferents per a l'extracció d'oxigen a la Lluna. Sovint l'oxigen és trobat en els minerals i vidres lunars rics en ferro com l'òxid de ferro. L'oxigen pot ser extret escalfant el material a temperatures per sobre de 900 °C i exposant a gas d'hidrogen. L'equació bàsica és: FeO + H ₂ → Fe + H ₂ O. Recentment aquest procés ha estat fet més pràctic a causa del descobriment de quantitats significatives de regolit que conté hidrogen a prop dels pols de la lluna per la nau espacial Clementine.
Els materials lunars també són valuosos per a altres usos. Ha estat proposat utilitzar el regolit lunar com un material de construcció general, per mitjà de tècniques de processament com ara la sinterització, emmotllament en calent, liqüefacció i el mètode de modelat de basalt. El modelat de basalt es fa servir a la Terra per a la construcció de, per exemple, canonades on cal una alta resistència a l'abrasió. El basalt modelat té una molt alta duresa de 8 Mohs (el diamant té una duresa de 10 Mohs) però també és susceptible a l'impacte mecànic i col·lapse tèrmic, del que podria ser un problema a la Lluna.
El processament del vidre i la fibra de vidre és senzill en la Lluna i a Mart, i ha estat argumentat que el vidre és òpticament superior al fabricat a la Terra, ja que pot ser fabricat anhídricament. S'han dut a terme a la Terra proves reeixides usant dos  simuladors de regolit lunar, l'MLS-1 i l'MLS-2. S'ha fabricat fibra de basalt utilitzant simuladors de regolit lunar.
L'agost de 2005, la NASA va contractar la producció de 16 tones de sòl lunar simulat, o "Material Simulador de regolit Lunar". Aquest material, anomenat JSC-1a, ara està comercialment disponible per a la investigació en com el sòl lunar podria ser utilitzat in-situ.

### Llunes marcianes, Ceres, asteroides
Unes altres propostes estan basades en Fobos i Deimos. Aquestes llunes tenen òrbites raonablement altes sobre Mart, tenen  velocitats d'escapament molt baixes, i a diferència de Mart tenen una delta-v de retorn de les seves superfícies a l'òrbita baixa terrestre que són menors a la del retorn des de la Lluna.
Ceres està més allunyat que Mart, amb una delta-v més alta, però les  finestres de llançament i els temps de viatge són millors, i la gravetat superficial és de només 0,028 g, amb una velocitat d'escapament molt baixa de 510 m/s. Els investigadors han especulat que la configuració interior de Ceres inclou un mantell ric en aigua congelada per sobre d'un nucli rocós.
Els asteroides propers a la Terra i els cossos al cinturó d'asteroides també podrien ser fonts de materials en brut per a la utilització de recursos in-situ.

### Òrbita baixa
Els gasos com l'oxigen i l'argó poden ser extrets des de les atmosferes de planetes com la Terra i Mart mitjançant l'ús de satèl·lits Acumuladors de Fluid Propulsor en òrbita baixa.

### Classificació de les capacitats de la ISRU
A l'octubre de 2004, l'Oficina de Planificació i Integració Avançada de la NASA va formar un equip per delinear un mapa de progrés sobre les capacitats de la utilització de recursos in-situ. L'informe de l'equip, juntament amb aquells d'altres catorze equips de mapes de progrés de capacitat, van ser publicats el 22 maig de 2005. L'informe identifica set capacitats per a la utilització de recursos in-situ:
(I) extracció de recursos,
(II) ús i transport del material,
(III) processament del recurs,
(IV) fabricació en superfície amb els recursos in-situ,
(V) construcció en superfície,
(VI) emmagatzematge i distribució en superfície dels productes i consumibles de la utilització de recursos in-situ, i
(VII) desenvolupament i certificació de capacitats úniques per a la utilització de recursos in-situ.